# Бочарова, Нина Антоновна
Ни́на Анто́новна Бочаро́ва (24 сентября 1924, Супруновка — 30 августа 2020, Рим) — советская гимнастка, олимпийская чемпионка. Заслуженный мастер спорта СССР (1952). Отличник физической культуры (1954).

## Биография
Родилась 24 сентября 1924 в селе Супруновка Полтавской области Украинской ССР.
Окончила в 1948 году Киевский институт физической культуры (ныне Национальный университет физического воспитания и спорта Украины), тренер-преподаватель. Выступала за «Строитель» (Киев). Тренер — Михаил Дмитриев.
Награждена орденом княгини Ольги 1-й, 2-й и 3-й степени, медалями «Ветеран труда» (1979) и «В память 1500-летия Киева» и орденом «Национального олимпийского комитета Украины» (2012).
Работала старшим тренером в спортивных обществах «Строитель» (Москва, 1948—1958) и «Авангард» (Киев, 1958—1968), а также инструктором по спорту украинского совета ДСО «Спартак» (Киев, 1968—1979). С 1979 года находилась на пенсии, проживала в Киеве.
Скончалась 31 августа 2020 года в Риме, похоронена на Байковом кладбище Киева (участок № 33).

## Достижения
- Чемпионка Олимпийских игр 1952 в упражнении на бревне и в командном первенстве, серебряный призёр ОИ-52 в многоборье и командном упражнении с предметом
- Чемпионка мира 1954 в командном первенстве
- Абсолютная чемпионка СССР 1949
- Чемпионка СССР 1951 в упражнениях на брусьях, 1949 и 1951 в упражнении на бревне[8]

Нина Бочарова придумала упражнение, которое никто в мире не исполнял, — поперечный шпагат на брусьях.